# Jojo Cobbinah
Jojo Cobbinah (* 25. Mai 1948 in Bogoso nördlich von Tarkwa, Western Region) ist ein ghanaischer Autor von Reiseführern.
Cobbinah besuchte in seinem Geburtsland eine katholische Schule und studierte in Cape Coast (Ghana), Abidjan (Elfenbeinküste) und in Dijon (Frankreich). 1974 bis 2009 lebte er in Deutschland, zunächst in West-Berlin, später an verschiedenen Orten im nördlichen Rhein-Main-Gebiet. 2010 kehrte er nach Ghana zurück, pendelt aber weiterhin als Berater und Tutor für interkulturelle Zusammenarbeit nach Europa.
Cobbinah ist bekannt geworden als Autor von Reiseführern über Senegal/Gambia und Madeira, vor allem aber für seinen umfangreichen Reiseführer zu seinem Heimatland Ghana. Zunächst veröffentlichte er in englischer Sprache. Nunmehr ist bereits die elfte Auflage seines Ghanareiseführers in deutscher Sprache erschienen. Es gilt im deutschsprachigen Raum als Standardwerk und wurde in einer Studie für die deutsche UNESCO-Kommission als einer der besten Reiseführer zu einem afrikanischen Land herausgestellt.
Zusammen mit dem ehemaligen Pressesprecher der Frankfurter Buchmesse Holger Ehling verfasste er Westafrikanisch kochen. Außerdem arbeitete er an einem Werk über Südafrika (Barbi Lasar, Südafrika: Die Kapregion) mit.
In der englischsprachigen Zeitschrift African Courier schreibt er eine regelmäßige Kolumne über Politik sowie Buchbesprechungen. 2003 entwickelte er für Ghana Airways das erste Pauschalreise-Angebot für Ghana. Zurzeit arbeitet Cobbinah an einem historischen Roman über Anton Wilhelm Amo (um 1700–1753), dem ersten Afrikaner aus dem Raum südlich der Sahara, der in Deutschland studierte. 

## Bibliographie
- mit Holger Ehling: Westafrikanisch kochen. Edition diá, Berlin 1998, ISBN 3895332151
- Ghana: Practical Traveller's Guide to the Gold Coast of West Africa. Peter Meyer, Frankfurt/Main 1999, ISBN 392205711X
- Madeira. Erholen und Wandern auf der Blumeninsel im Atlantik Peter Meyer, Frankfurt/Main 2000, ISBN 3922057799
- Senegal, Gambia. Praktischer Reiseführer an die Westspitze Afrikas. Peter Meyer, Frankfurt/Main 2002, 4. Auflage, ISBN 3898591034
- Ghana. Praktisches Reisehandbuch für die „Goldküste“ Westafrikas. 11. Auflage, Peter Meyer, Frankfurt/Main 2012, ISBN 978-3-89859-155-3
- Dr. Amo’s Lonely Planet. Novel. E-Book. Peter Meyer, Frankfurt/Main 2013, ISBN 978-3-89859-001-3